# پتروویتسه (ناحیه هرادتس کرالووه)
پتروویتسه (به چکی: Petrovice) یک منطقهٔ مسکونی در جمهوری چک است که در ناحیه هرادتس کرالووه واقع شده‌است. پتروویتسه ۹٫۹۴ کیلومتر مربع مساحت و ۲۵۳ نفر جمعیت دارد و ۲۴۸ متر بالاتر از سطح دریا واقع شده‌است.